# 羊羹
羊羹也可以叫做羊羹果凍（日语：／ Yōkan）是一種和菓子，一般以紅豆為材料，其後亦發展至有栗子、番薯甚至是綠茶口味的不同款式。羊羹除了傳統的甜味之外，也另有一些咸味的羊羹。羊羹在日本非常著名，為一般日本人品茶時常備的甜點之一。
羊羹依據寒天的用量，可以分成「煉羊羹」與「水羊羹」。由於煉羊羹的糖度很高，在真空包裝下妥善保存的話，大多可以在常溫下保存超過一年以上，使羊羹也當作緊急時的非常食糧。而水羊羹是以最大含水量、最低限度凝固力，透過低溫維持羊羹成形；由於古代沒有冰箱，缺乏低溫凝固的條件，因此古代只有冬天才有水羊羹。

## 歷史

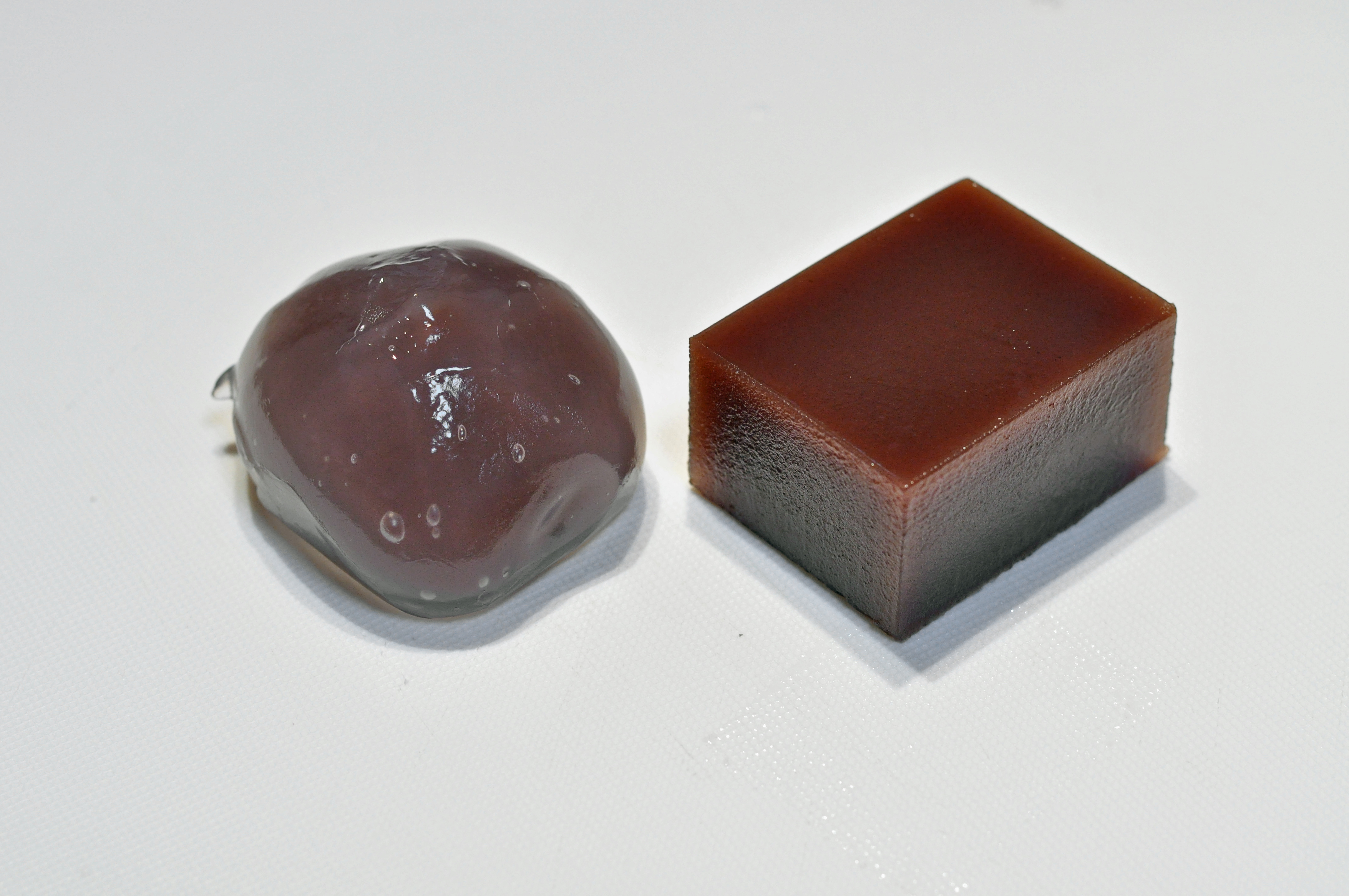
葛饅頭（左）和 水羊羹（右）

相傳，初期羊羹的確是一種加入羊肉煮成的羹，再因其胶质而后冷卻成凍，用于佐餐，或者携帶，作为行旅的乾糧。後来羊羹傳至日本。在鎌倉時代至室町時代佛教的禪宗傳入日本，由於明治維新之前，多數日本佛教僧侶為素食，清規戒律不許食葷，故羊羹亦慢慢演化成為一種以豆類製成的果凍形食品。此後，羊羹成為了茶道的其中一種著名茶點，而日本人亦慢慢將羊羹發展和轉化，變成今天多款不同口味的羊羹。
不過，亦另有傳說指出，羊羹原是中國的一種仿照羊的肝臟形狀制成的食品。傳至日本後，由於「肝」與「羹」兩字讀音相近，被混淆，久而久之就被稱之為羊羹，直至今天。
初期的羊羹製法主要以小豆加上小麥粉混和，再加以蒸煮而成。製作方法如另一種米的粉末加入砂糖、小麥澱粉蒸煮製成的和菓子外郎相若。
天正17年（1589年），和歌山的駿河店店主岡本善右衛門將原有的羊羹作改良，在餡料中加入寒天（一種洋菜，由於含有瓊脂，煮後會凝固成果凍狀）製成煉羊羹，並用竹竿將羊羹的形狀鞏固成方形。此後，羊羹就成了現時長方形的形狀。羊羹主要依據寒天的用量分成「煉羊羹」及「水羊羹」兩種種類。
江户时代是煉羊羹最盛行的時期，其中以江戶本鄉的藤村羊羹最為著名，而與此同時四周亦開滿了林林總總以製作羊羹為主的知名店鋪。
現時，日本除了傳統的羊羹外，亦開發了不少不同口味的品種。除了成為日本人日常的茶點外，亦成為了一種日本的特式土產。
中國北方的北京和天津等地亦出產羊羹，除了沿用小豆、甘栗等材料外，還有加入水果如山楂、桃子以及蘋果等的水果口味。
羊羹在台灣日治時期傳入臺灣。二戰結束後，日本戰敗，日本人遭到引揚歸國，全台各地的羊羹店鋪隨之消失，全臺各地僅剩由臺灣人經營的羊羹店鋪。其中較著名產地例花蓮縣玉里鎮、宜蘭縣蘇澳鎮等。

## 主要材料
瓊脂主要來自洋菜，提供了果凍狀的口感與半透明外觀。
調味料一般都是以豆為主，但由於現時已發展至有多種口味，故材料方面亦開始多樣化。
- 紅豆
- 栗子
- 山芋
- 柿子
- 無花菓
- 綠茶或抹茶
- 巧克力
- 蜂蜜
- 鳳梨

## 著名口味

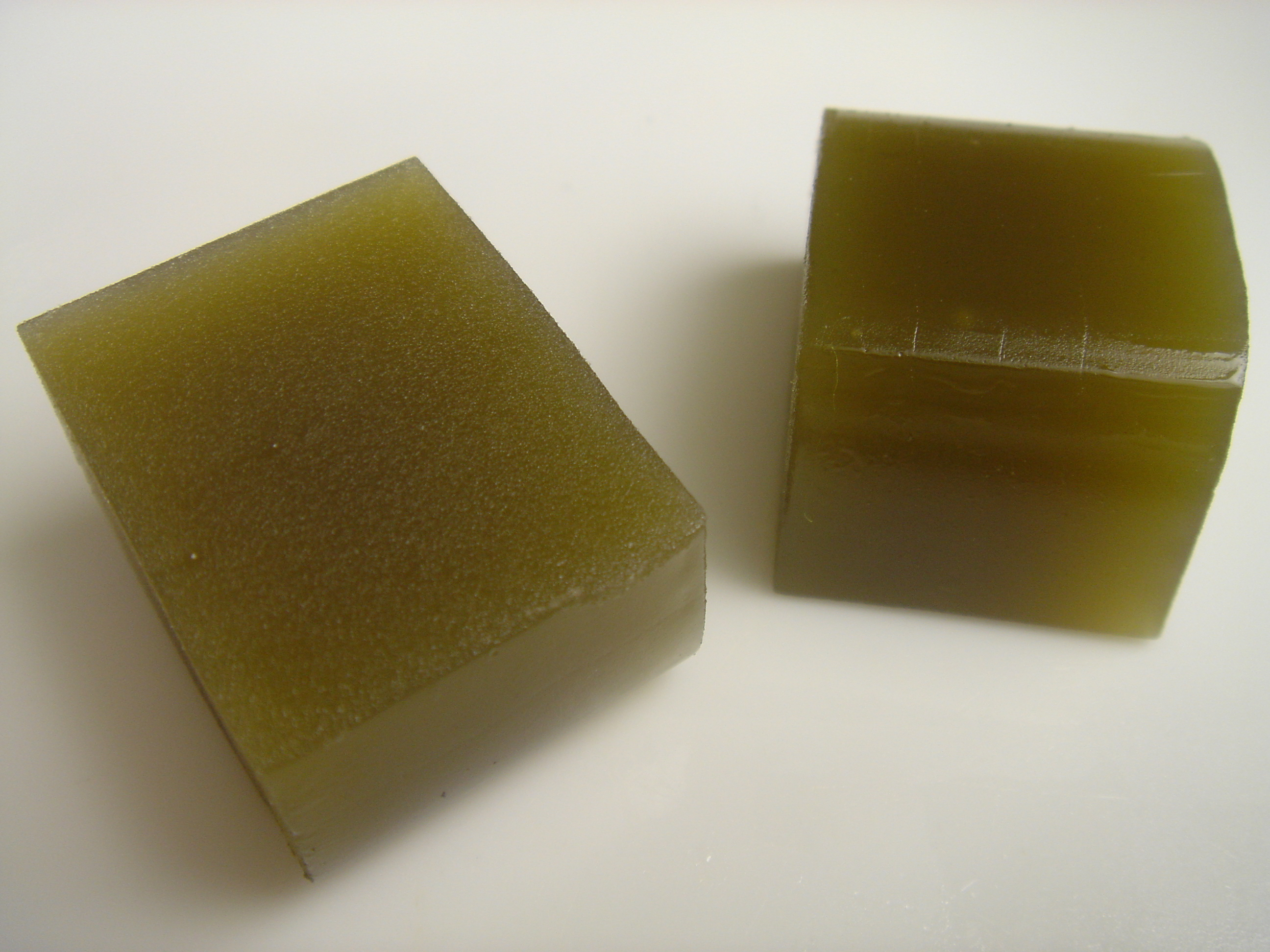
抹茶羊羹

- 本煉：傳統的原味羊羹，以三至四小時慢火製成，無紅豆顆粒，口味較甜，適合佐以較苦澀的茶。
- 小倉：以紅豆為主要材料製成，其中含有紅豆顆粒。
- 栗：以栗子為主要材料製成。
- 黑糖：口味較甜，以黑糖製成。
- 抹茶：抹茶口味的羊羹。
- 山葉：清甜口味，顏色多為紫色。

## 外部連結
- （日語）本宗駿河店 （页面存档备份，存于）
- （日語）虎矢野羊羹